# Ilse DeLange
Ilse Annoeska de Lange (Almelo, 13 de mayo de 1977), más conocida como Ilse DeLange, es una cantante neerlandesa.

## Biografía
Empezó su carrera a la edad de ocho años como artista de sincronización labial, ganando varios concursos. De Lange obtuvo mayor atención después de cambiar a un repertorio en vivo en concursos de talentos regionales y nacionales en Hilversum. Esto le ayudó a reservar algunas performances en la televisión de su país. Ella formó un dúo con el guitarrista Joop Liefland, quien la introdujo a la música country.
En 1994 Ilse participó en los Premios de la Música Holandesa. Pese a los comentarios positivos, nada pasó con su carrera. Se contactó con diferentes ejecutivos musicales pero le tomó varios años poder negociar y tener un contrato con Warner Music. En 1996 DeLange se unió al grupo Wij con los cuales lanzó el sencillo «De Oorlog Meegemaakt», que no obtuvo gran éxito en las listas locales.
En 1998, mientras era miembro del grupo Cash On Delivery, viajó a Nashville (Estados Unidos) para grabar su álbum debut World Of Hurt con el productor Barry Beckett. Llegó a ser bien conocida en Holanda al ser este álbum grabado en la capital de la música country. El álbum tuvo gran éxito, vendiendo 450 mil copias en su país y recibiendo los premios TMF y Edison en 1999.
En 1999 Ilse lanzó un álbum en vivo llamado Dear John, donde versiona canciones del cantautor John Hiatt. El álbum logró disco de platino en su país con ochenta mil copias. Asimismo, realizó un minitour para la difusión de este disco.
A mediados de 2000 empieza a preparar su segundo disco de estudio. El primer sencillo Livin´ on love fue lanzado en octubre de ese año. El resto del álbum fue publicado en noviembre, con el mismo título del sencillo, donde se ve un cambio a una música más pop y rock. El álbum llegó al 5.º lugar de las listas locales. Con este álbum, Ilse ganó más atención en su país debido a sus versiones de dos canciones de Buddy and Julie Miller y otras canciones escritas por Patty Larkin, Jude Cole and Wayne Kirkpatrick.
En 2001 DeLange inició su gira Livin´ on Love, actuando en varios teatros y salas de conciertos en su país. Mientras, Warner Music intentaba promover su lanzamiento en Estados Unidos. Aunque "World Of Hurt" fue planeado para ser lanzado en EE. UU., se pensó que el álbum estaba muy pasado de moda para ello. Ilse puso sus esperanzas en este lanzamiento, pero nuevamente no fue promocionado. Debido a ello, DeLange decidió no incursionar en el mercado americano y enfocarse en los países del Benelux. Ganó un Premio Edison como mejor artista neerlandesa en 2000. Debido a los problemas que tuvo en su carrera llegó a estar físicamente exhausta, experimentando problemas vocales durante un concierto que le impidieron seguir cantando y que la tuvieron varios meses alejada de los escenarios.
En 2002 DeLange y su partner Bart Vergoossen fueron por nueve meses a EE. UU. para trabajar en un nuevo álbum. Durante las sesiones de grabación tomó un rol creativo principal en su  música, recibiendo créditos autorales por el álbum entero. En abril de 2003 lanzó  Clean Up, su tercer álbum de estudio, el cual continuó con el sonido pop-rock y en cuyas letras se puede hallar un contenido autobiográfico. Ilse se sintió satisfecha con el resultado. El álbum llega a ser un gran éxito. Durante este tiempo DeLange hizo contribuciones a la fundación War Child, participando en un concierto de "Friends of Warchild" junto a Trijntje Oosterhuis y Jacqueline Govaert. En octubre Ilse lanza una compilación llamada Here I Am - 1998/2003 que obtiene disco de platino.
A inicios de 2004 Warner Music cierra su sede en Holanda dejando sin casa disquera a Ilse. Mientras tanto, colabora con el cantante italiano Zucchero en su canción Blue, que llega al n.° 23 de las listas neerlandesas. A fines de 2005 se va de gira sin haber conseguido un sello para grabar, logrando un moderado éxito. Se contacta con el productor Patrick Leonard en un nuevo álbum que logra grabarse a fines de ese año, cuando firma con Universal Music.
Su primer lanzamiento con su nueva casa disquera fue el sencillo The Great Escape, que llega al n.° 11 en el Dutch Top 40. Su cuarto álbum de estudio, llamado también The Great Escape, fue lanzado en junio de 2006, obteniendo disco de oro apenas una semana desde su lanzamiento, y disco de platino dos meses más tarde. En septiembre el segundo sencillo The lonely one llega al lugar 18.º. El tercer sencillo I love you es lanzado en febrero de 2007 llegando al lugar 23.º. Esta última rola fue incluida en la banda sonora de la adaptación neerlandesa de Magnolias de acero. En octubre de ese año lanza su segundo álbum en vivo, llamado simplemente Live.

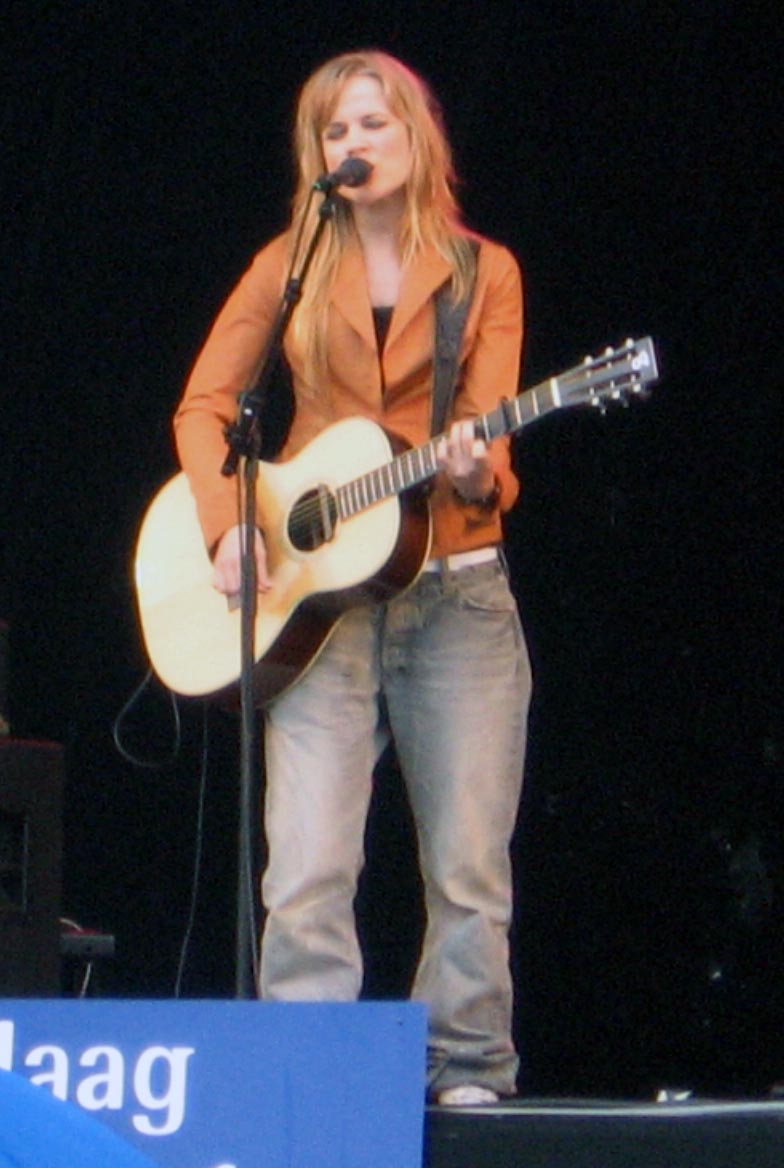
Ilse DeLange en Parkpop en 2006.

En 2008 Ilse escribe y graba un nuevo álbum en la ciudad sueca de Gotemburgo. El primer sencillo de su cuarto disco fue So Incredible, que alcanzó el lugar n.º 6. El nuevo álbum, llamado Incredible, es lanzado el 17 de octubre de ese año, obteniendo disco de platino al mes siguiente. El siguiente sencillo, Miracle llega a ser su mayor éxito hasta la fecha, llegando a la cima del Dutch Top 40. Esta canción fue el tema central de la película holandesa Bride Flight. El tercer sencillo Puzzle Me llegó al lugar n.° 5 y su lanzamiento radial We are alright llegó al lugar 21.º, ya que no fue lanzado como sencillo.
Después de hacer otro álbum en vivo, Ilse se dedica a trabajar en nuevo material. El sencillo Near to me fue lanzado en julio de 2010 llegando al lugar 9.º. Su primer EP, del mismo nombre, fue lanzado en agosto del mismo año, incluyendo sólo ocho canciones, debido a que, en sus propias palabras, «hubiera querido lanzar más material, pero las largas temporadas de conciertos y otras obligaciones no dieron tiempo para un disco más macizo». Su segundo sencillo, Beautiful Distraction, llegó al lugar 18.º, y un tercer tema, Carousel, llegó al puesto 32.º. Pese a ello, a inicios de 2011 el álbum logró doble disco de platino.

## Eurovision 2014

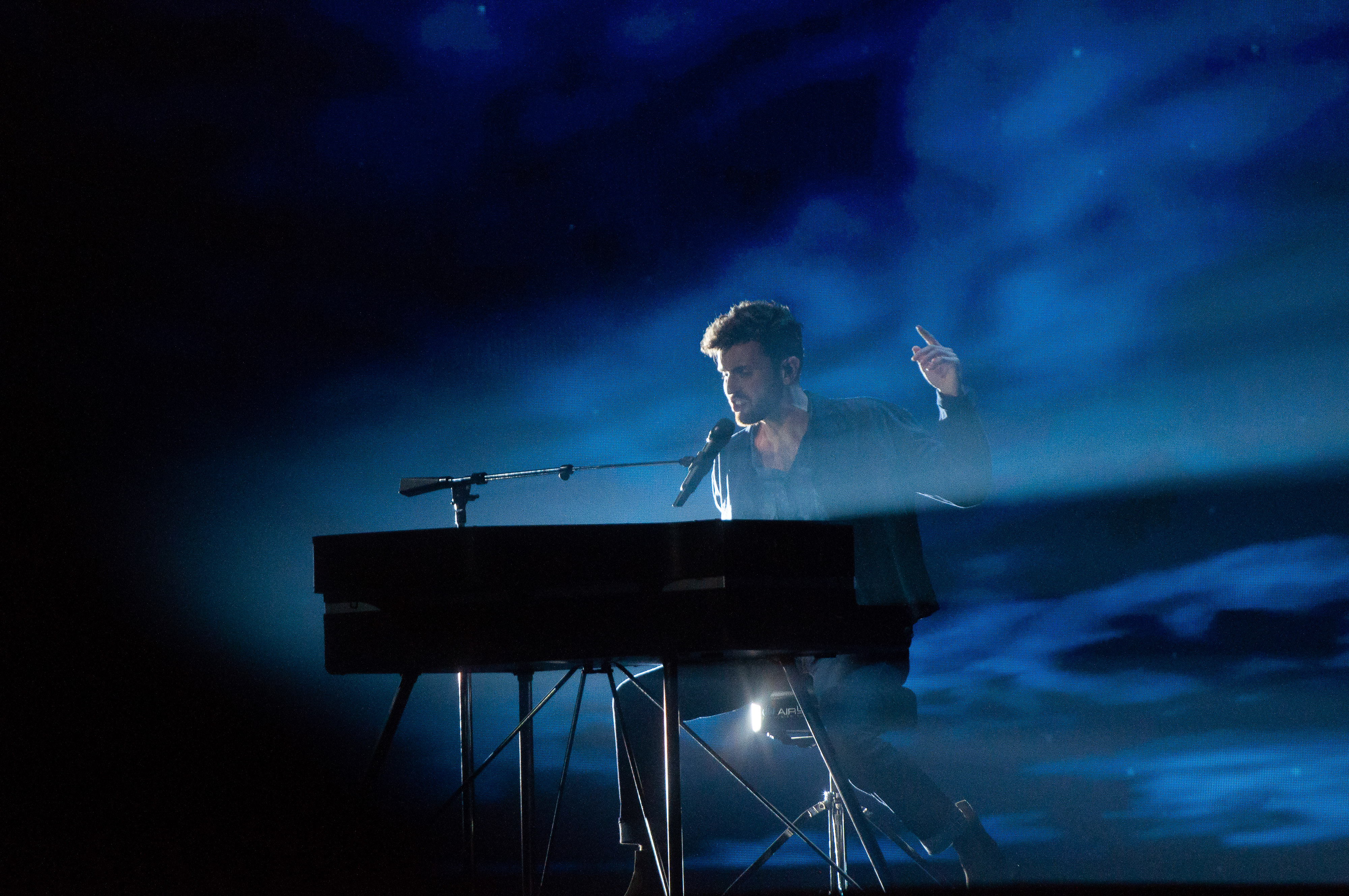
Duncan Laurence (Netherlands 2019) at the 2019 Eurovision Song Contest Grand Final Dress Rehearsal.

En 2014, DeLange fue escogida junto al cantante Waylon para representar a los Países Bajos en el Festival de Eurovisión a celebrarse ese año en Copenhague, Dinamarca. El dúo adoptó como nombre para su participación el de Common Linnets. La canción con la que participarán se llama Calm after the storm («Calma tras la tormenta»). El dúo consiguió ganar la semifinal en la que participaron (celebrada el 6 de mayo) obteniendo 150 puntos y clasificándose así para la final del 10 de mayo. Una vez allí finalizaron en la segunda posición (con 238 puntos), siendo la mejor clasificación de los Países Bajos desde 1975.

## Discografía

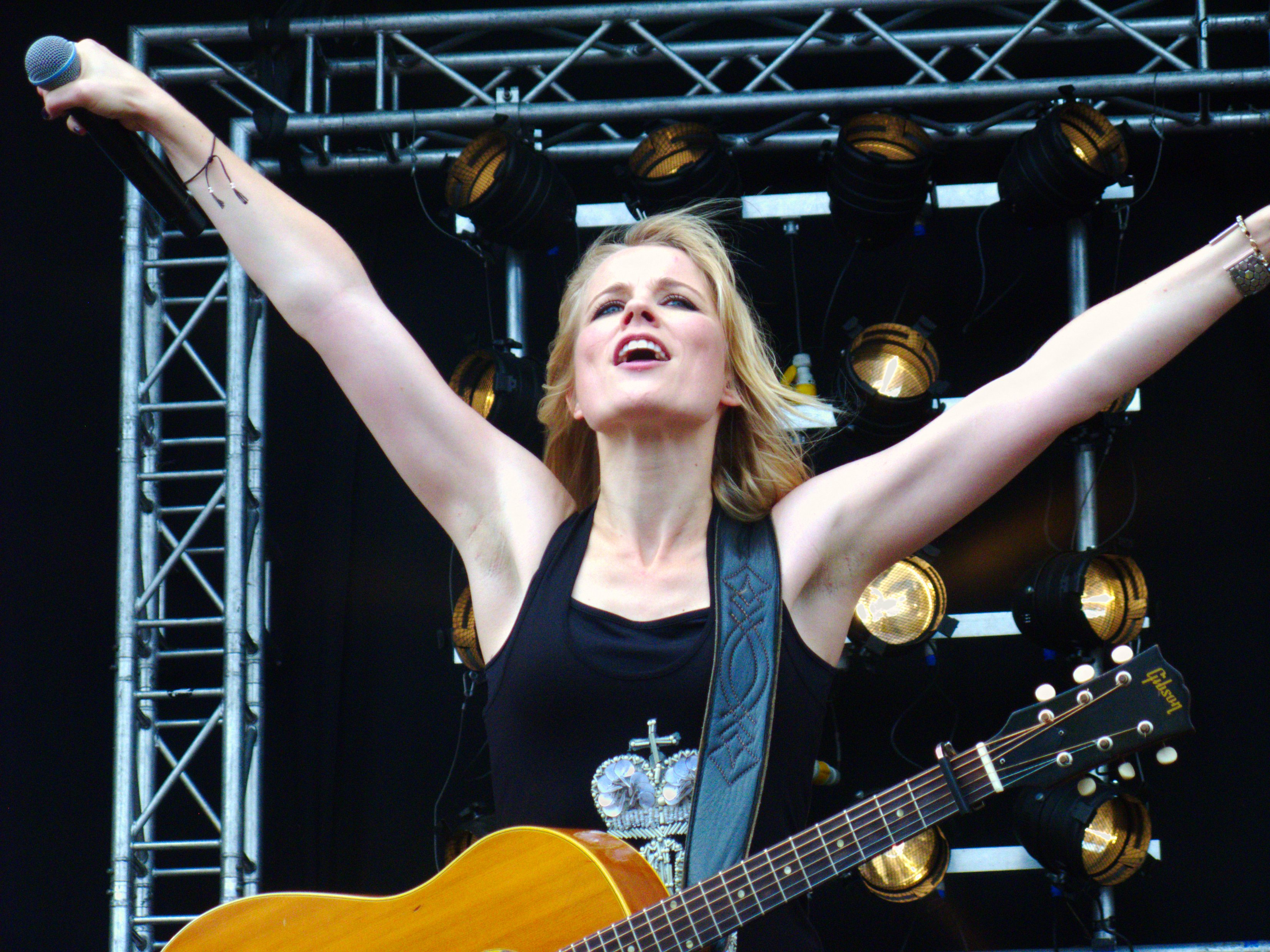
Ilse DeLange en el Zwarte Cross Festival 2011.

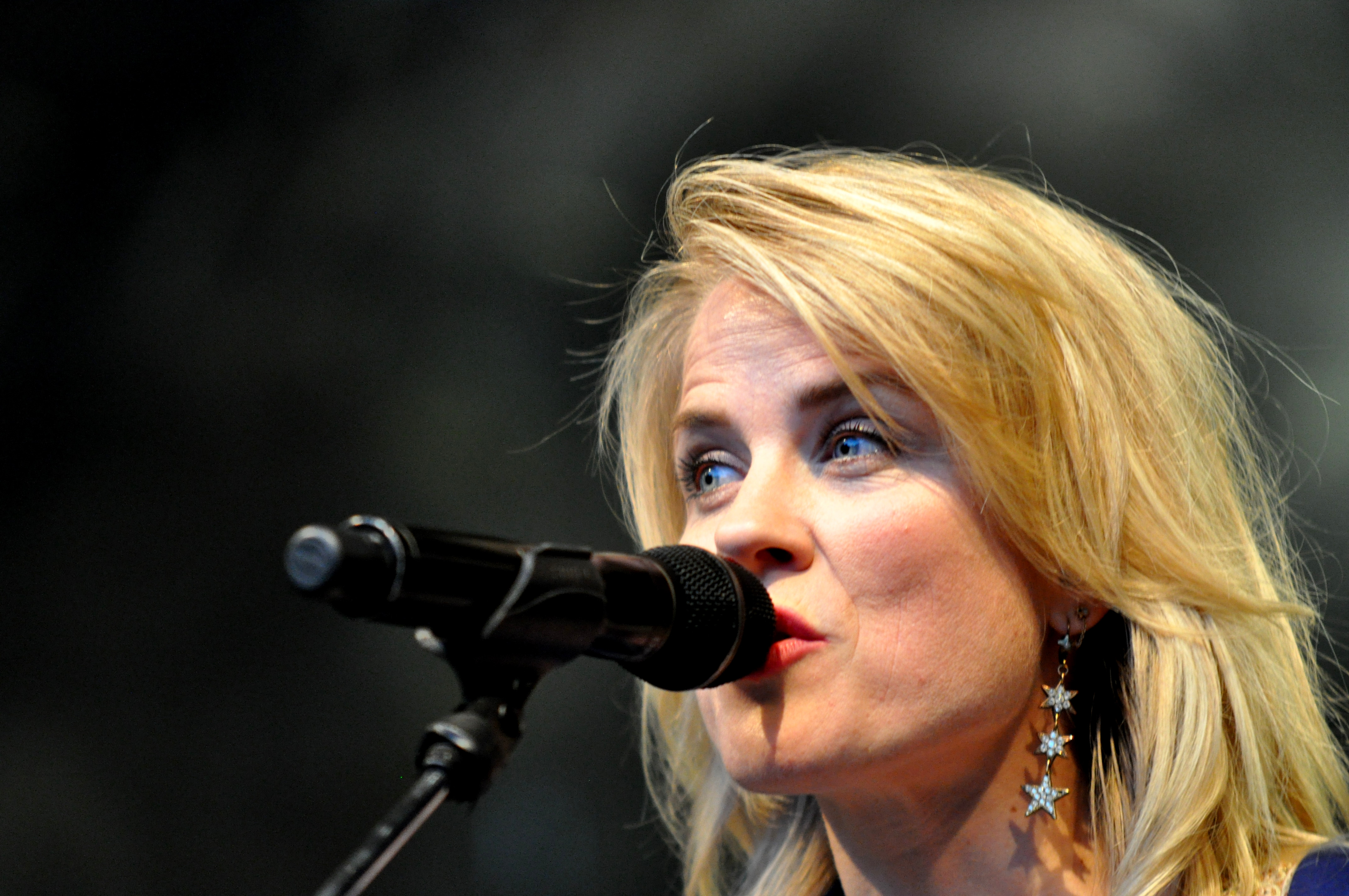
Ilse DeLange en el blacksheep festival 2017.

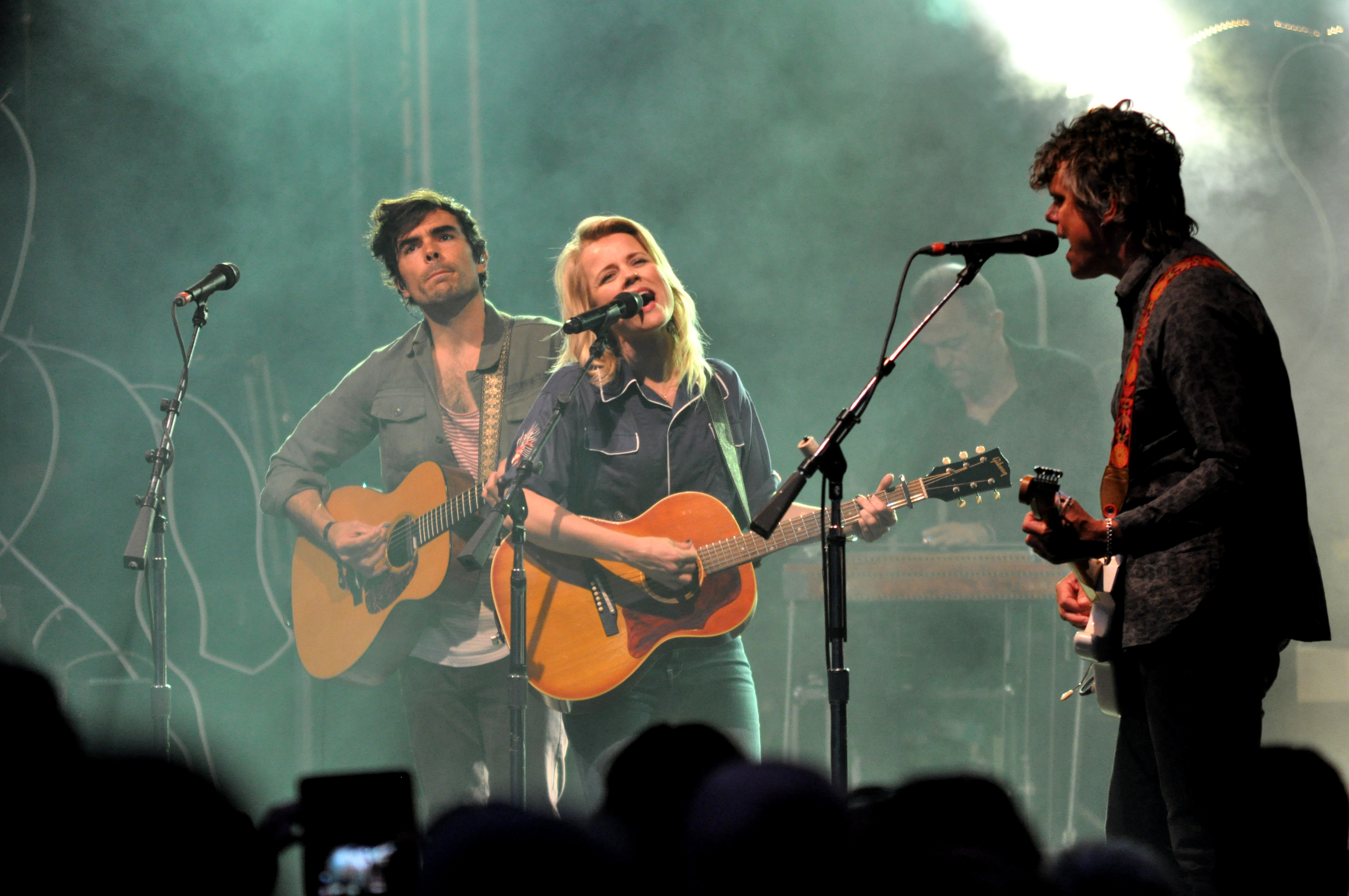
Ilse DeLange con The Common Linnets 2017 en el blacksheep festival.

### Álbumes de estudio
| Año  | Título               | Posición máxima en charts | Posición máxima en charts | Certificaciones |
| Año  | Título               | NL                        | BE                        | NL              |
| ---- | -------------------- | ------------------------- | ------------------------- | --------------- |
| 1998 | World of Hurt        | 1                         | 17                        | 5x Platino      |
| 2000 | Livin' on Love       | 5                         | 36                        | Platino         |
| 2003 | Clean Up             | 1                         | 31                        | Oro             |
| 2006 | The Great Escape     | 1                         | 59                        | 2x Platino      |
| 2008 | Incredible           | 1                         | 35                        | 5x Platino      |
| 2010 | Next to me           | 1                         | 46                        | 2x Platino      |
| 2012 | Eye of the Hurricane | 1                         | 101                       | Platino         |

### Álbumes en vivo
| Año  | Título                        | Posición máxima en charts | Posición máxima en charts | Certificaciones |
| Año  | Título                        | NL                        | BE                        | NL              |
| ---- | ----------------------------- | ------------------------- | ------------------------- | --------------- |
| 1999 | Dear John                     | 3                         | 20                        | Platino         |
| 2007 | Live                          | 4                         | -                         | Oro             |
| 2009 | Live in Ahoy                  | 1                         | -                         | -               |
| 2011 | Live in Gelredome             | 1                         | -                         | -               |
| 2012 | Live in Gelredome, the second | -                         | -                         | -               |

### Compilaciones
| Año  | Título    | Posición máxima en charts | Posición máxima en charts | Certificaciones |
| Año  | Título    | NL                        | BE                        | NL              |
| ---- | --------- | ------------------------- | ------------------------- | --------------- |
| 2003 | Here I Am | 5                         | -                         | Oro             |